# Кожанов Володимир Андрійович
Володи́мир Андрі́йович Ко́жанов (19 липня 1952) — український вчений-металург, кандидат технічних наук, лауреат Державної премії України в галузі науки і техніки (2008).

## Життєпис
Навчався в Краматорському машинобудівному технікумі (1967—1971, технік-технолог) та Московському інституті сталі та сплавів (1971—1976, інженер-металург). У 1979 закінчив аспірантуру МіСіС, здобув ступінь кандидат технічних наук.
Після завершення навчання з 1980 до 1994 року працював у Донецькому державному науково-дослідному і проектному інституті кольорових металів, пройшовши шлях від молодшого наукового співробітника до провідного наукового співробітника.
З 1994 до 2000 року був директором ВАТ «Новомет».
У листопаді 2000 почав працювати на Артемівському заводі з обробки кольорових металів (нині м. Бахмут), спочатку головним інженером Донецької філії, а з червня 2001 став заступником генерального директора заводу з нової техніки. На цій посаді брав участь у створенні унікального комплексу вогневого рафінування — печі «Проперці» (Properzy), зокрема, разом з колегою Оленичем та іспанськими фахівцями розробляв технологічний процес. Запущена 22 березня 2002 піч стала унікальною для кольорової металургії України, найбільшою в своїй категорії на той час у світі (обсяг 120 тонн), а нова технологія дозволила підприємству підвищити конкурентоспроможність на ринку СНД. Кожанов був співавтором низки науково-технічних публікацій щодо цієї розробки
З січня 2005 по грудень 2010 працював директором Донецького державного науково-дослідного і проектного інституту кольорових металів. На цій посаді мав конфлікт за підприємство «Інтерсплав» у Свердловську (нині Довжанськ) Луганської області: разом з іспанською «Befesa» групи «Abengoa» намагався отримати контроль над підприємством, який блокував міноритарний (6 %) акціонер Віктор Болденков, заручившись підтримкою колишнього голови ДонНДПІКМ В'ячеслава Золотухіна. Кожанова звинувачували в роботі на власника Артемівського заводу з обробки кольорових металів Андрія Клюєва, той ці звинувачення спростовував. Конфлікт завершився судовою перемогою ДонНДПІКМ та «Befesa» в 2007 році.
Лауреат Державної премії України в галузі науки і техніки (2008) — за розробку та впровадження нових способів і технологій фізико-хімічної обробки, розливання міді та її сплавів, одержаних з відходів, і виготовлення з них деформованих профілів та напівфабрикатів; співавтори Дубодєлов Віктор Іванович, Іванченко Василь Якович, Кваченюк Микола Євгенович, Нарівський Анатолій Васильович, Савєнков Юрій Дмитрович, Шинкаренко Павло Семенович, Шпаківський Володимир Олександрович.
З 2010 року на пенсії, станом на 2020 проживає на тимчасово окупованій території в Донецьку.